# Dick Tracy's G-Men

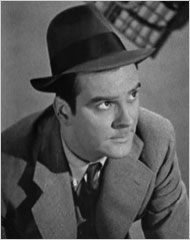
Ralph Byrd, ator que interpretou Dick Tracy em vários seriados da Republic.

Dick Tracy's G-Men é um seriado estadunidense de 1939, gênero policial, dirigido por William Witney e John English, em 15 capítulos, estrelado por Ralph Byrd, Irving Pichel, Ted Pearson, Phyllis Isley e Walter Miller. O seriado foi produzido e distribuído pela Republic Pictures, veiculando nos cinemas estadunidenses a partir de 2 de setembro de 1939.
Foi baseado no personagem Dick Tracy das histórias em quadrinhos, criado por Chester Gould. Foi o 15º dos 66 seriados produzidos pela Republic Pictures, e o 3º seriado com o personagem Dick Tracy, sendo que os dois anteriores foram Dick Tracy, em 1937, e Dick Tracy Returns, em 1938. Em 1941, seria feita uma nova seqüência, Dick Tracy vs. Crime, Inc.. Nos quatro seriados o personagem foi interpretado pelo mesmo ator, Ralph Byrd.
No roteiro de Dick Tracy's G-Men, Irving Pichel personifica o espião Zarnoff, e a futura ganhadora do Oscar Jennifer Jones co-estrela como Gwen Andrews.
"G-Man" (abreviatura para Government Man) é um termo usado para agentes do FBI. Nas histórias em quadrinhos, Dick Tracy é um detetive de polícia de uma cidade sem nome no centro-oeste, assemelhando-se a Chicago, mas isso foi alterado para os seriados.

## Sinopse
O espião internacional Zarnoff, no emprego dos "The Three Powers" (presumivelmente uma referência ficcional para as Potências do Eixo) é capturado por Dick Tracy no início do seriado e condenado à morte. No entanto, com o uso de uma droga rara incorporada por seus agentes, ele escapa da câmara de gás. Ele continua seus planos de espionagem, tendo a oportunidade de se vingar de Tracy.

## Elenco
- Ralph Byrd … Dick Tracy
- Irving Pichel … Nicolas Zarnoff
- Ted Pearson as Agent Steve Lockwood
- Phyllis Isley … Gwen Andrews.  Phyllis Isley obteria um Oscar de atriz em 1943, por The Song of Bernadette, sob o nome artístico Jennifer Jones.
- Walter Miller … Robal, um dos capangas de Zarnoff. Este foi o último seriado de Walter Miller, pois ele morreira pouco depois[3]
- George Douglas … Sandoval, um dos capangas de Zarnoff
- Charles Hutchison ... Brandon (não-creditado)
- Edmund Cobb	 ...	Tenente Reynolds (não-creditado)
- Monte Montague	 ...	Bandido na doca (não-creditado)
- Kenneth Harlan	...	Chefe do FBI Clive Anderson [Cps. 13-15]

## Produção
Dick Tracy's G-Men foi orçado em $159,876, mas seu custo final foi $163,530.
Foi filmado entre 17 de junho e 27 de julho de 1939, sob o título provisório Dick Tracy and his G-Men, e foi a produção nº 896.
O seriado, que é uma sequência de Dick Tracy de 1937, assim como a outra sequência, Dick Tracy Returns, em 1938, foi possibilitada devido a uma interpretação do contrato inicial, que permitia “série ou seriado”. Dessa forma, Chester Gould não foi pago pelos direitos para a produção deste seriado.

## Lançamento

### Cinema
O lançamento oficial de Dick Tracy's G-Men' data de 2 de setembro de 1939, porém esta é a data em que o sétimo capítulo foi liberado.
Em 19 de setembro de 1959, foi relançado, após o lançamento do último seriado da Republic, King of the Carnival. Dick Tracy's G-Men inaugurou uma série de relançamentos dos seriados da Republic, que teve sua finalização com o relançamento de Zorro's Fighting Legion, em março de 1958.

## Recepção crítica
O historiador de cinema William C. Cline refere que os seriados de Dick Tracy foram “insuperáveis no campo de ação”, acrescentando que “em qualquer lista de seriados lançados depois de 1930, os quatro seriados de Dick Tracy da Republic destacam-se como clássicos de suspense policial, e serviram de modelo para muitos outros a seguir”.

## Capítulos
1. The Master Spy (29min 55s)
2. Captured (16min 42s)
3. The False Signal (16min 38s)
4. The Enemy Strikes (16min 44s)
5. Crack-up! (16min 39s)
6. Sunken Peril (16min 39s)
7. Tracking the Enemy (16min 40s)
8. Chamber of Doom (16min 41s)
9. Flames of Jeopardy (16min 37s)
10. Crackling Fury (16min 40s)
11. Caverns of Peril (16min 39s)
12. Fight in the Sky (16min 39s)
13. The Fatal Ride (16min 40s)
14. Getaway (16min 38s)
15. The Last Stand (16min 41s)

Fonte: